# Tullio Campagnolo
Gentullio Campagnolo (Vicenza, 26 agosto 1901 – Vicenza, 3 febbraio 1983) è stato un ciclista su strada e imprenditore italiano.
Professionista dal 1927 al 1930, colse una sola vittoria da ciclista. Successivamente fondò l'omonima impresa di componenti per bicicletta.

## Biografia
Nato a Vicenza nel 1901, frequentò i corsi di apprendista meccanico alla Scuola d'arti e mestieri della sua città e vinse, a 17 anni, un concorso per allievo macchinista nelle ferrovie. Dopo un breve periodo di lavoro, svolse il servizio militare a Modena in artiglieria e, tornato a Vicenza, assunse la gestione della bottega di famiglia, un esercizio di ferramenta. Appassionato di ciclismo, si iscrisse al Veloce club di Vicenza, già attivo dal 1901.
Fu attivo nel ciclismo fra il 1922 e il 1930, anni in cui partecipò a numerose gare importanti come il Giro di Lombardia o la Milano-Sanremo, ma riuscì a vincere solo un'edizione della Astico-Brenta e una preolimpica a cronometro.
È rimasta celebre una gara che non l'ha visto vincitore, ma che comunque ha segnato la storia del ciclismo. Il 4 novembre 1927 Campagnolo correva il Gran Premio della Vittoria, per celebrare il sesto anniversario della vittoria dell'Italia nella prima guerra mondiale. Durante la scalata del Passo Croce d'Aune, in provincia di Belluno, Campagnolo si vide in grande difficoltà nel tentativo di rimuovere la ruota posteriore per cambiare il rapporto. Leggenda vuole che abbia detto, fra le imprecazioni, una celebre frase in dialetto vicentino: "Bisogna cambiar qualcossa de drio" (Bisogna cambiare qualcosa dietro).
A ricordare quell'episodio esiste oggi sul passo un monumento a lui dedicato, opera dello scultore bellunese Massimo Facchin.
In ogni caso non fu un corridore professionista e si manteneva gestendo il suo negozio di ferramenta, nel cui retro ideava e costruiva, interamente a mano, i cambi e i mozzi ciclistici.
Terminata la carriera ciclistica, Campagnolo brevettò l'8 febbraio 1930 la prima delle sue invenzioni legate al mondo della bicicletta: il mozzo a sgancio rapido. Con un semplice sistema costituito da un eccentrico e da una leva era possibile montare e smontare una ruota in un solo gesto, contro i problemi dati dai vecchi fissaggi a dadi.
Nel 1933 nacque la Campagnolo, la celebre fabbrica di componentistica per biciclette da corsa.
Campagnolo ricevette nel 1979 dal presidente della repubblica Sandro Pertini il riconoscimento di Cavaliere del lavoro e morì nel 1983 dopo la presentazione del Gruppo del Cinquantenario, in celebrazione del 50º anniversario della fondazione della Campagnolo.

## Palmarès
- 1928

Astico-Brenta

## Piazzamenti

### Classiche
- Milano-Sanremo

1927: 65º
- Giro di Lombardia

1927: 24º